# لصة
لصّة (الاسم العلمي: Clepticus)، جنس أسماك بحرية من الكيدميات الأصيلة في المحيط الأطلسي.

## الأنواع
الأنواع المعترف بها حاليًا في هذا الجنس هي:
- Clepticus africanus Heiser، R. L. Moura & D. R. Robertson, 2000 (African creole wrasse)
- Clepticus brasiliensis Heiser، R. L. Moura & D. R. Robertson, 2000 (Brazilian creole wrasse)
- جنزارة (ماركوس إليسر بلوخ & يوهان شنايدر, 1801) (creole wrasse)